# Magdalena Panattieri
Magdalena Panattieri (ur. 1443 w Trino, zm. 13 października 1503) – włoska tercjarka dominikańska, katechetka, błogosławiona Kościoła katolickiego.

## Życiorys
Wzorem św. Katarzyny ze Sieny zanim ukończyła dwadzieścia lat wstąpiła do Trzeciego Zakonu Dominikańskiego. Przyczyniła się do wdrożenia reform bł. Rajmunda z Kapui w klasztorze w Trino. Według tradycji chrześcijańskiej była obdarzona charyzmatami i stygmatami.
Zmarła 13 października 1503 roku; została pochowana w kościele dominikańskim w Trino. Papież Leon XII zatwierdził jej kult 26 września 1827 roku.